# Coast Chilcotin
Pour les articles homonymes, voir Chilcotin.
Coast Chilcotin est une ancienne circonscription électorale fédérale de la Colombie-Britannique, représentée de 1968 à 1979.
La circonscription de Coast Chilcotin est créée en 1966 avec des parties de Cariboo, Coast—Capilano, Comox—Alberni, Fraser Valley, Kamloops et de Skeena. Abolie en 1976, elle est redistribuée parmi Cariboo—Chilcotin, Comox—Powell River et Capilano.

## Géographie
En 1966, la circonscription de Coast Chilcotin comprenait:
- Le sud de la Chaîne côtière et la côte centrale
- Les détroits de la Reine-Charlotte et de Johnstone
- La Sunshine Coast et la baie Howe
- Les régions de Chilcotin et de Cariboo
- Le village de Lillooet

## Députés
1. 1968-1972 — Paul St. Pierre, PLC
2. 1972-1974 — Harry Olaussen, NPD
3. 1974-1979 — Jack Pearsall, PLC

- NPD = Nouveau Parti démocratique
- PLC = Parti libéral du Canada